# Crack Me Up
Pour plus de détails, voir Fiche technique et Distribution.
Crack Me Up  est une comédie romantique américaine réalisée par Bashar Shbib, et sortie en 1993.

## Synopsis
Louie B. pense que le monde serait meilleur si les gens s’embrassaient plus souvent, aussi parcourt-il les rues avec sa caméra vidéo, demandant à des gens qui ne se connaissent pas de s’embrasser devant son objectif. Après avoir filmé sans le vouloir un vol, Louie B. est tabassé par un groupe mené par une femme nommée Stacey (qui l’embrasse avant de le livrer à ses hommes de main). Son passage à tabac et le baiser de Stacey le rendent temporairement aveugle, et il se fait recueillir par une prostituée nommée Billie Jean qui l'emmène dans un bordel occupé autant par des hommes que par des femmes. Louie B. fait des entrevues avec ses hôtes, et il essaie de retrouver Stacey, pensant qu'un autre baiser va lui rendre la vue.

## Fiche technique
- Titre : Crack Me Up
- Réalisation : Bashar Shbib
- Scénario : Bashar Shbib, Daphna Kastner,
- Production : Bashar Shbib, Michael Kölln
- Photographie : Stephen Reizes
- Montage : Bashar Shbib, Florence Moureaux, Vincent Lauzon
- Musique : Emilio Kauderer
- Pays d'origine : Canada, États-Unis
- Langue : anglais
- Durée : 75 min
- Format : couleur, 35 mm
- Budget : 350 000 $[2]
- Date de sortie : 10 octobre 1993 [3].

## Distribution
- Louis B. : Tom Brazzil
- Stacey : Mary Crosby
- Billie Jean : Daphna Kastner

## Production
Crack Me Up a été tourné à Los Angeles avec des fins de pellicule. Les acteurs et actrices sont en partie de vraies prostitué(e)s, et d’autres, comme Daphna Kastner, sont des acteurs professionnels,.

## Diffusion
Crack Me Up est sorti le 10 octobre 1993 au Festival international du film de Vancouver ,.
Le film a également été diffusé au cinéma Rialto à Montréal, la première ayant eu lieu le 1er avril 1994, ainsi qu’au cinéma John Spotton à Toronto. Le film a ensuite été distribué dans une cinquantaine de pays.

## Réception critique
Crack Me Up a été comparé à un mélange de La Petite de Louis Malle, Proof (film, 1991) de Jocelyn Moorhouse, Esclaves de New York de James Ivory, et de Sexe, Mensonges et Vidéo de Steven Soderbergh .
Matthew Hays, de la revue Montreal Mirror, a noté que le film, bien que tourné aux États-Unis, présente les caractéristiques du cinéma canadien : des personnages qui sont soit des marginaux ou des anti-héros, l’aspect docu-fiction, et la fin ambigüe.
Craig Mac Innis, du Toronto Star, a remarqué le parallèle fait par le film entre l’industrie du film et l’industrie de la pornographie, dans la mesure où chacune de ces industries est motivée par un impératif économique, tout en attirant des gens passionnés par ce qu’ils font.
Enfin, Julianne Pidduck, de Montreal Mirror, voit dans Crack Me Up une métaphore de l’éveil sexuel masculin.

## Style et genre
Crack Me Up est un mélange de fiction et de documentaire, le scénario laisse place à l’improvisation et les entrevues avec les prostitué(e)s n’ont pas été écrites d’avance.

## Commentaires du réalisateur

### Sources d’inspiration
Bashar Shbib dit avoir été inspiré par le fait que les prostitué(e)s sont le plus souvent mal représenté(e)s dans les films, ainsi que par la vue des prostitué(e)s faisant du racolage devant son bureau à Los Angeles.